# Elfrida (engelsk drottning)
Elfrida, även Aelfthryth eller Elfthryth, född omkring 945, död 17 november 999, 1000 eller 1001, var en engelsk drottning,  Edgar av Englands andra hustru. 
Hon var Englands regent från 978 till 984 som förmyndare för sin son  Ethelred. Elfrida var den första drottningen i England som kröntes. 

## Biografi
Elfrida var dotter till Earl Ordgar, ålderman i Devon, och en kvinna som härstammade från Wessex kungafamilj. 
Hon var gift första gången med Ethelbald, ålderman i East Angles. Det finns inga tecken på barn från första äktenskapet. 

### Drottning
Enligt legenden hörde kung Edgar år 965 talas om hennes skönhet och besökte hennes hem för att se om ryktet stämde. Elfrida fick rådet att göra sig ful inför besöket, men gjorde i stället motsatsen. Edgar dödade då Ethelbald under en jakt och gifte sig med Elfrida. 
Hon fick en son 966, som dog, och därefter en till son år 968. Elfrida blev den första kvinna som kröntes till drottning av England, vilket skedde vid makens andra kröning i Bath 11 maj 973. Hon fick som sådan makten över Englands religiösa liv och landets kvinnliga kloster. Endast en enda av Englands tidigare drottningar, Judith av Frankrike, hade blivit krönt, men den kröningen hade skett utomlands, och Elfridas kröning var alltså den första drottningkröningen i England.   

### Regent
Elfrida var delaktig i mordet på styvsonen Edvard Martyren vid Corfe Castle den 18 mars 978. Han mördades av personer anställda i hennes hushåll, och hon kunde då placera sin minderårige son Ethelred på Englands tron. Hans ålder innebar att hon själv som hans förmyndare kunde överta makten som Englands regent fram till hans myndighetsdag. Hennes underskrift finns på officiella dokument från 978 fram till år 983. 
Elfrida fortsatte att utöva inflytande över politiken även då sonen hade blivit myndig. År 993 finns hennes underskrift återigen på ett regeringsdokument. Under sina sista år levde Elfrida i klostret Wherwell Abbey, som hon själv hade grundat 986, och där hon slutligen dog.